# Macrodiervilla middendorffiana
Macrodiervilla middendorffiana là một loài thực vật có hoa trong họ Kim ngân. Loài này được (Trautvetter & Meyer) Nakai mô tả khoa học đầu tiên năm 1935.